# Classe Friesland
La classe Friesland fu una classe di cacciatorpediniere composta da otto unità entrate in servizio tra il 1956 e il 1958 per la Koninklijke Marine; furono l'ultima classe di cacciatorpediniere a entrare in servizio con la Marina olandese.
Versione potenziata dei precedenti cacciatorpediniere classe Holland, i Friesland furono poi rimpiazzati dalle fregate classe Kortenaer all'inizio degli anni 1980; sette delle unità radiate dalla Marina olandese furono cedute alla Marina de Guerra del Perú venendo infine dismesse all'inizio degli anni 1990.

## Caratteristiche

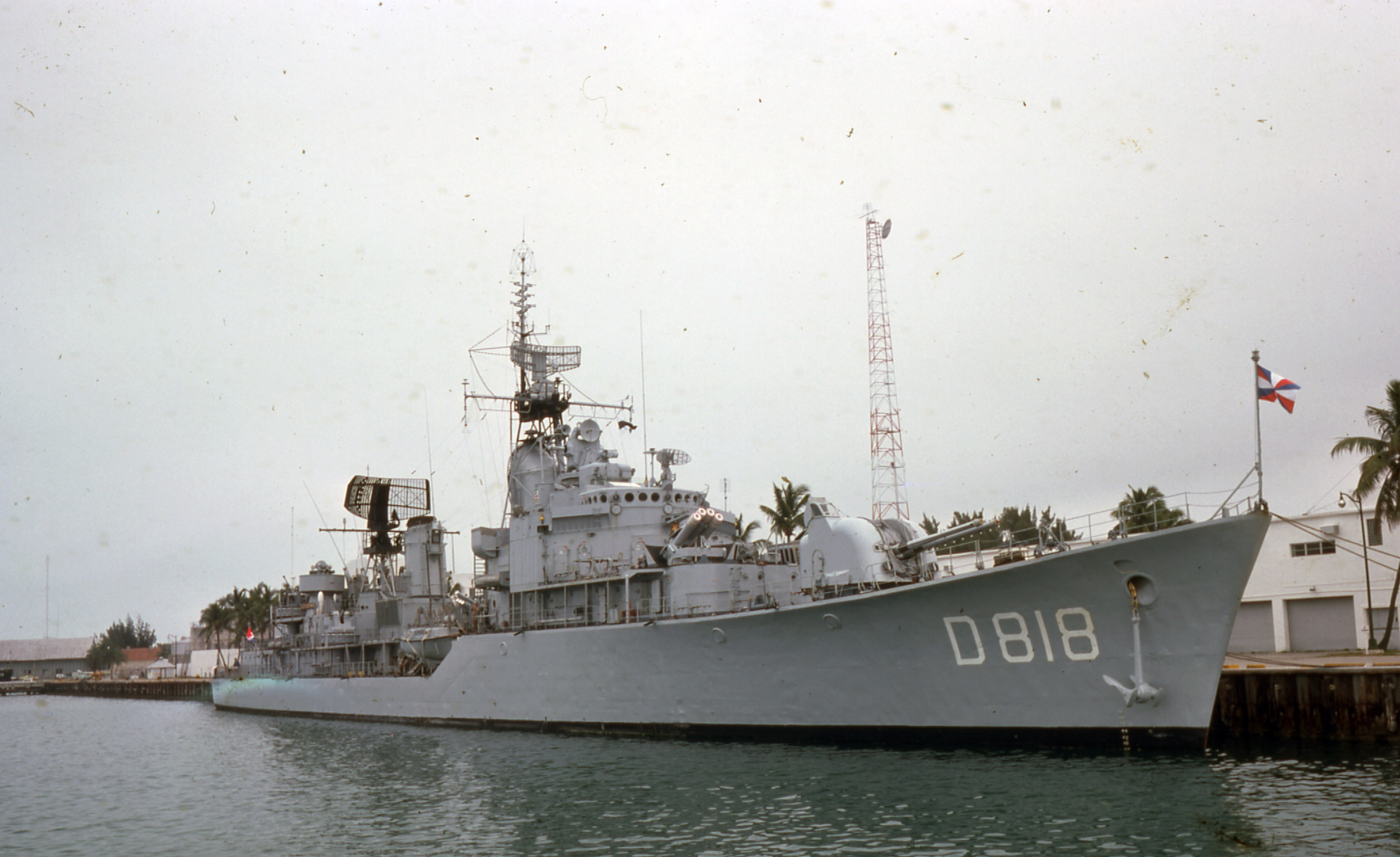
Il cacciatorpediniere Rotterdam fermo all'àncora

Il progetto dei Friesland derivava in gran parte da quello dei precedenti cacciatorpediniere classe Holland costruiti per la Marina olandese nei primi anni 1950, ovvero unità destinate principalmente alla lotta antisommergibile, alla scorta dei convogli navali e alla protezione contraerea delle task force navali; cosa insolita per dei cacciatorpediniere, i Friesland come gli Holland erano completamente privi di armamento silurante. Rispetto agli Holland, i Friesland erano più grandi e dotati di un apparato motore più potente, identico a quello dei cacciatorpediniere statunitensi della classe Gearing; l'incremento di dimensioni consentì di dotare le unità di un armamento antiaereo più pesante rispetto ai loro predecessori.
Lo scafo dei Friesland era lungo fuori tutto 116 metri, largo 11,7 metri e con un pescaggio massimo di 5,2 metri; il dislocamento standard ammontava a 2.497 tonnellate, mentre quello a pieno carico era di 3.070 tonnellate. L'apparato propulsivo verteva su due turbine a vapore Werkspoor per due alberi motore, alimentate da quattro caldaie Babcock & Wilcox per una potenza di 60.000 hp; la velocità indicata era di 36 nodi, ma alle prove si riuscì a raggiungere una velocità di punta di 42,8 nodi. L'autonomia si aggirava sulle 4.000 miglia alla velocità di crociera di 18 nodi; l'equipaggio ammontava a 284 tra ufficiali e marinai.
L'apparato sensoristico comprendeva vari sistemi radar LW-02, DA-01, ZW-01 e M45 per la scoperta e la navigazione posizionati in due alberi collocati l'uno dietro la torre di comando e l'altro a poppa dietro il fumaiolo, oltre a un impianto sonar Type 170B nello scafo. L'armamento di artiglieria verteva su quattro cannoni Bofors 120 mm a doppio uso antinave/antiaereo in due torri binate (una a prua e una a poppa) e su 6 cannoni antiaerei Bofors 40 mm in altrettanti impianti singoli (due a prua ai lati del ponte di comando e quattro a poppa ai lati dell'albero posteriore), mentre per la lotta anti-sommergibile erano disponibili due lanciarazzi quadrupli da 357 mm collocati a prua tra la torre d'artiglieria e il ponte di comando e due impianti per il lancio di bombe di profondità collocati a poppa.
Nel corso della loro carriera le unità subirono ripetute modernizzazioni degli apparati sensoristici. Due navi (lo Utrecht e lo Overijssel) furono dotate all'inizio degli anni 1960 di otto tubi lanciasiluri da 533 mm sempre in funzioni antisommergibile, rimossi però dopo pochi anni; tutte le unità della classe furono poi dotate a metà degli anni 1960 di due ulteriori impianti singoli di cannoni da 40 mm antiaerei.

## Unità
| Nome       | Pennant number | Costruttore                | Impostazione     | Varo             | Entrata in servizio | Destino finale                                                                                        |
| ---------- | -------------- | -------------------------- | ---------------- | ---------------- | ------------------- | --- |
| Friesland  | D812           | NDSM, Amsterdam            | 17 dicembre 1951 | 21 febbraio 1953 | 22 marzo 1956       | Radiato dal servizio nel giugno 1979 e avviato alla demolizione                                       |
| Groningen  | D813           | NDSM, Amsterdam            | 21 febbraio 1952 | 9 gennaio 1954   | 12 settembre 1956   | Ceduto alla Marina peruviana nel 1980 e rinominato BAP Gálvez, radiato nei primi anni 1990            |
| Limburg    | D814           | KM de Schelde, Vlissingen  | 28 novembre 1953 | 5 settembre 1955 | 31 ottobre 1956     | Ceduto alla Marina peruviana nel 1980 e rinominato BAP Capitan Quiñones, radiato nei primi anni 1990  |
| Overijssel | D815           | Wilton-Fijenoord, Schiedam | 15 ottobre 1953  | 8 agosto 1955    | 4 ottobre 1957      | Ceduto alla Marina peruviana nel 1982 e rinominato BAP Colonel Bolognesi, radiato nei primi anni 1990 |
| Drenthe    | D816           | NDSM, Amsterdam            | 9 gennaio 1954   | 26 marzo 1955    | 1 agosto 1957       | Ceduto alla Marina peruviana nel 1981 e rinominato BAP Guise, radiato nei primi anni 1990             |
| Utrecht    | D817           | KM de Schelde, Vlissingen  | 15 febbraio 1954 | 2 giugno 1956    | 1 ottobre 1957      | Ceduto alla Marina peruviana nel 1980 e rinominato BAP Castilla, radiato nei primi anni 1990          |
| Rotterdam  | D818           | RDM, Rotterdam             | 7 gennaio 1954   | 26 gennaio 1956  | 28 febbraio 1957    | Ceduto alla Marina peruviana nel 1981 e rinominato BAP Diez Canseco, radiato nei primi anni 1990      |
| Amsterdam  | D819           | NDSM, Amsterdam            | 25 marzo 1955    | 25 agosto 1956   | 10 aprile 1958      | Ceduto alla Marina peruviana nel 1980 e rinominato BAP Villar, radiato nei primi anni 1990            |